# Lista över seriefigurer i Watchmen

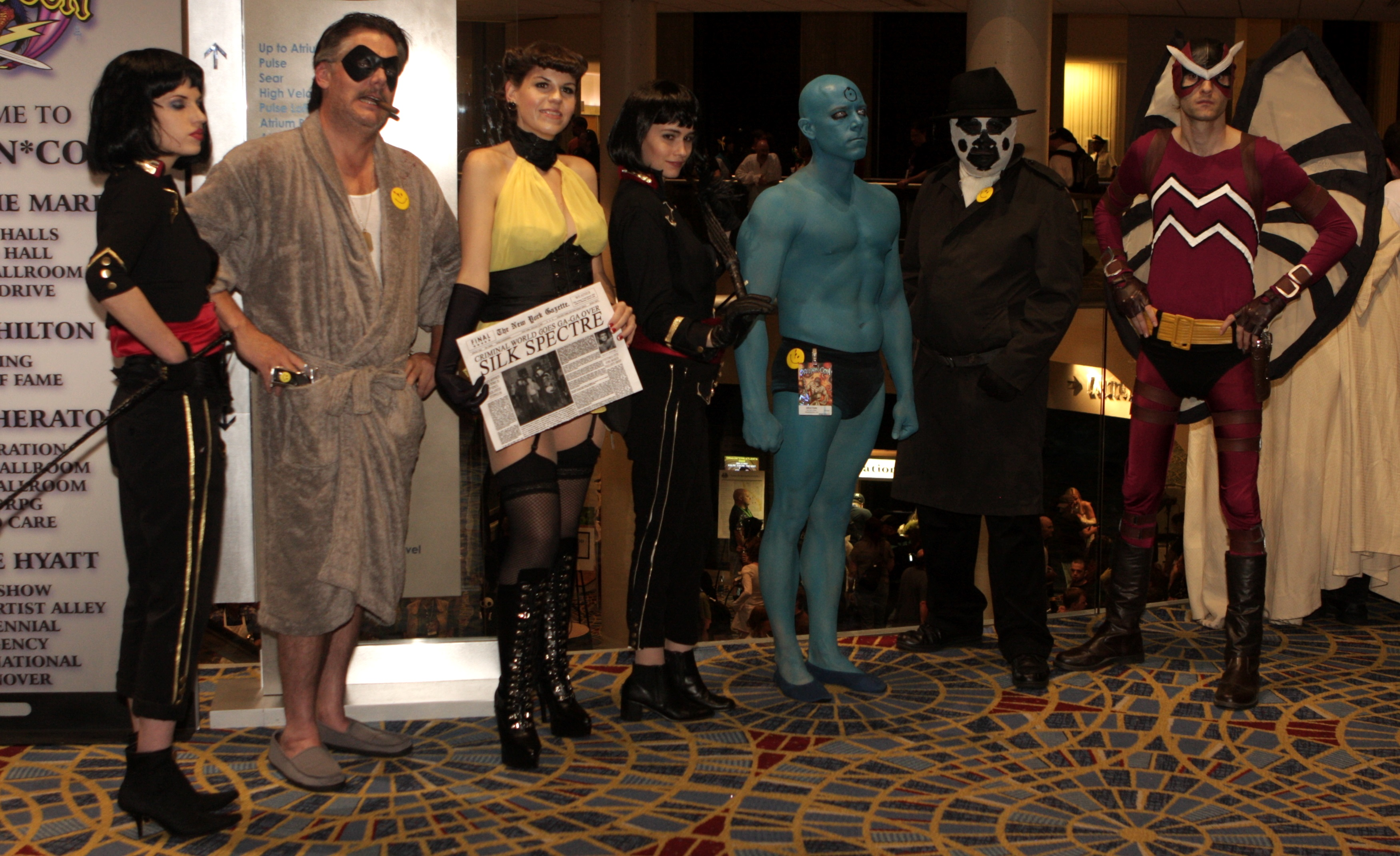
Cosplay av några av seriefigurerna från Watchmen.

Watchmen är en serieroman i tolv delar skapad av den brittiske serieförfattaren Alan Moore och den brittiske serietecknaren Dave Gibbons. Idén till Watchmen uppstod när Moore lade fram ett förslag till DC Comics, i vilket han skulle använda sig av superhjältar som företaget hade införskaffat från Charlton Comics. Eftersom Moores ursprungliga förslag skulle gjort flera av de ursprungliga rollfigurerna obrukbara för framtida berättelser övertygade redaktionschefen Dick Giordano honom om att han skulle skapa sina egna seriefigurer istället. Serien publicerades först av DC Comics under september 1986 till oktober 1987 och har sedan dess tryckts om upprepade gånger som samlingsalbum. En filmatisering av Watchmen, i regi av Zack Snyder, släpptes under 2009.
Moore använde handlingen i Watchmen för att återge den samtida oron i samhället och för att kritisera hela superhjältekonceptet. I serieromanen finns en alternativ historieskildring, där superhjältar dök upp under 1940- och 1960-talen för att hjälpa USA vinna Vietnamkriget. Landet är på väg mot ett kärnvapenkrig med Sovjetunionen, frilanserande maskerade vigilanter har blivit förbjudna och de flesta av de före detta superhjältarna är antingen pensionerade eller så arbetar de för staten. Handlingen kretsar runt den personliga utvecklingen och den kamp som protagonisterna har då de undersöker mordet på en statligt anställd superhjälte och hur de tvingas ut ur sin pensionering, vilket leder till att de senare tvingas avvärja ett kärnvapenkrig som skulle dödat miljontals människor.
Serieromanen handlar främst om sex av de före detta medlemmarna i vigilantgruppen Crimebusters: The Comedian, Dr. Manhattan, Nite Owl, Ozymandias, Rorschach och Silk Spectre. Flera tillbakablickar görs under vilka det förklaras varför superhjältarna är pensionerade och vilka deras föregångare, medlemmarna i Minutemen, var. Även om fokus främst ligger på huvudfigurerna tillbringade Moore och Gibbons mycket tid med att skapa alla bifigurer och försöka göra dem lika trovärdiga som huvudfigurerna. Moore använde huvudfigurerna för att presentera sex "radikalt motsatta sätt" att se på världen och på så sätt gav han läsaren valmöjligheten att själv bestämma vilket av dessa synsätt som var mest moraliskt förståeligt.

## Huvudfigurer

### The Comedian

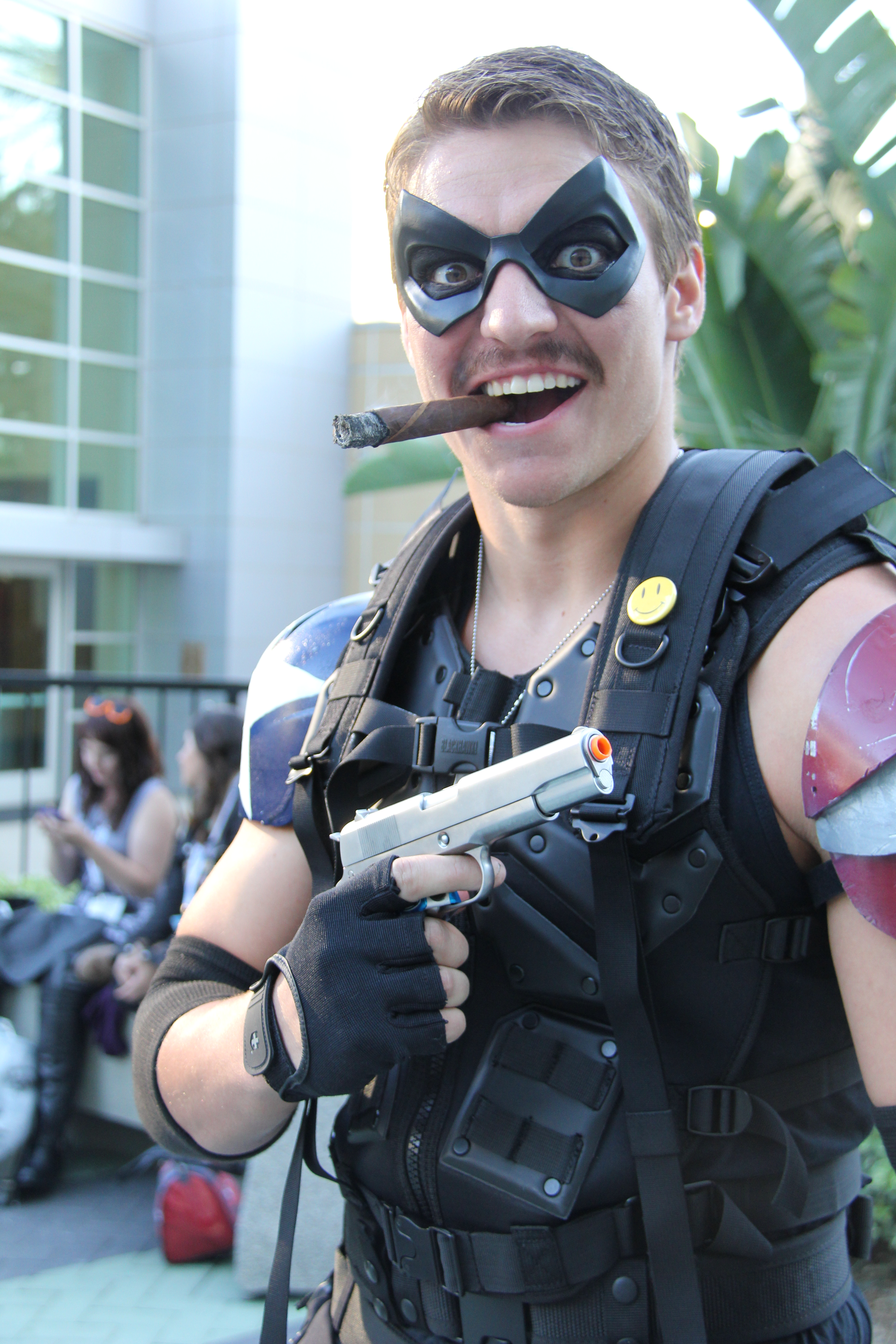
Cosplay av The Comedian.

- Riktigt namn: Edward "Eddie" Morgan Blake
- I filmen från 2009 spelad av: Jeffrey Dean Morgan

The Comedian är Edward Blakes alter ego. Han är en av två vigilanter (den andra är Dr. Manhattan) som arbetar åt den amerikanska regeringen även efter Keene-lagen, som förbjöd superhjältar, hade trätt i kraft 1977. Mordet på The Comedian, som ägde rum strax innan den första delen tog vid, var det som satte serieromanen i rörelse. The Comedian framträder i flera tillbakablickar under berättelsens gång och hans personlighet avslöjas främst av andra seriefigurer. The Comedian var baserad på Charlton Comics-figuren Peacemaker, där vissa element av Marvel Comics-figuren Nick Fury har lagts till. Moore och Gibbons har beskrivit The Comedian som "en sorts Gordon Liddy-seriefigur, fast mycket större och tuffare.". Gibbons gav The Comedian ett utseende som liknade Groucho Marx och gav därmed upp sin idé om att göra honom clownlik, vilket han ansåg redan hade gjorts perfekt med Jokern; en seriefigur The Comedian har jämförts med. Hans kläder hade Gibbons större problem att bestämma sig för; The Comedian var först klädd i militärkläder, men denna design övergavs för att istället ge honom en svart läderutstyrsel. Richard Reynolds beskriver The Comedian som hänsynslös, cynisk och nihilistisk, men poängterar samtidigt att han ändå är mer kapabel till djupare insikter än de andra vigilanterna. Nicholas Michael Grant anser att The Comedian är den enda seriefiguren i serieromanen som man som läsare mer eller mindre ogillar. Även om The Comedian försöker våldta Sally Jupiter, den första Silk Spectre, under 1940-talet avslöjas det i den nionde delen att han är far till Jupiters dotter, Laurie Juspeczyk, vilket skedde genom ett senare och samstämmigt förhållande.
I Before Watchmen framkommer det att Blake började agera som vigilant redan som sextonåring och att han tidigare hade straffats för misshandel. Olikt de andra som ingick i Minutemen drevs han av girighet och en förkärlek för våld. Blake ska även ha blivit utsatt för misshandel när han var barn och detta kan ha varit en av orsakerna till att han själv var benägen att bruka våld mot andra. Det framkommer även att The Comedian var nära vän med Kennedyklanen; detta går dock emot Watchmen, i vilken det framkommer att The Comedian arbetade som lönnmördare för Richard Nixon. I Before Watchmen beskrivs det hur The Comedian mördade Marilyn Monroe, efter att ha fått order om detta av Jackie Kennedy, och att han inte låg bakom mordet på John F. Kennedy.

### Dr. Manhattan

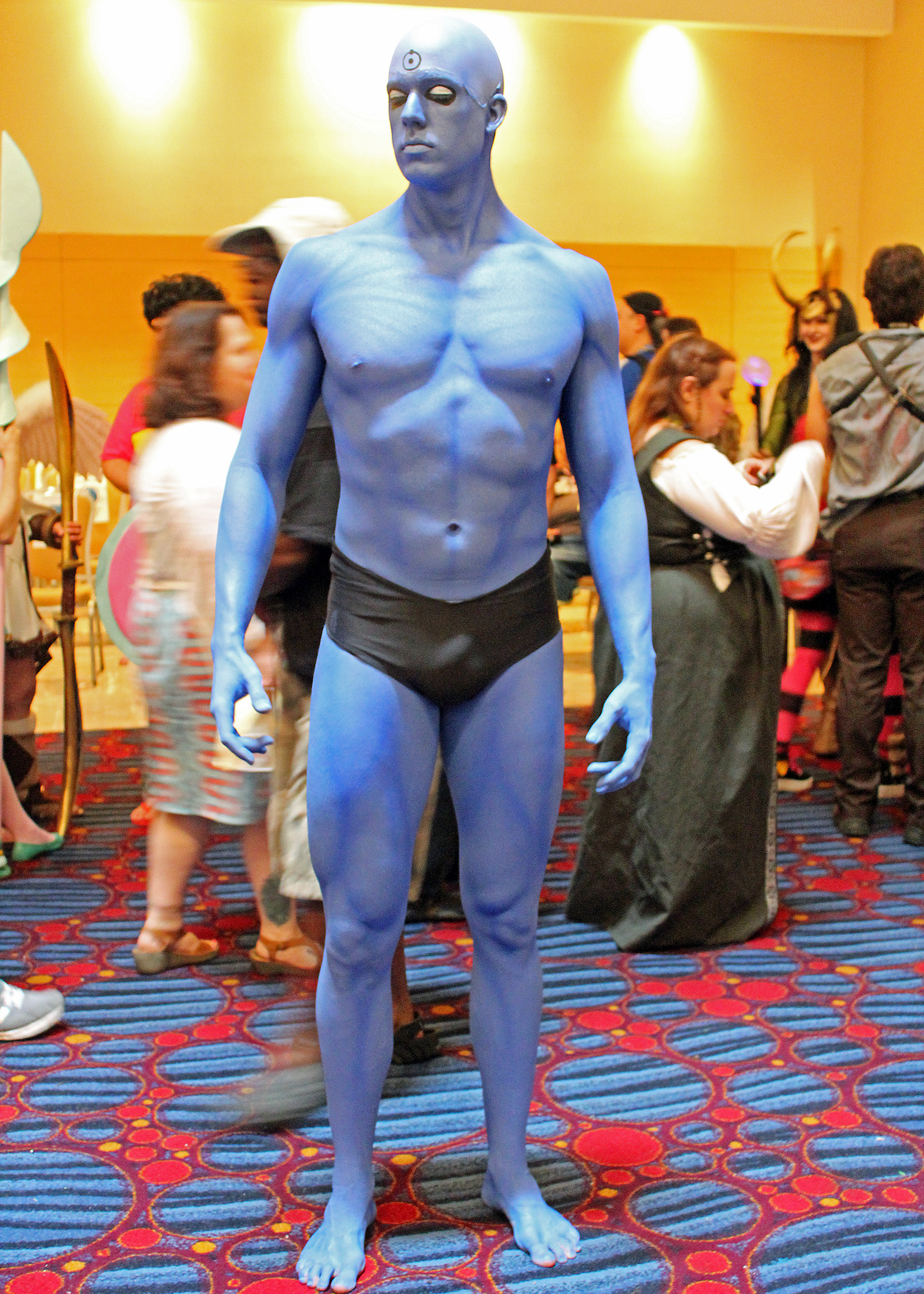
Cosplay av Dr. Manhattan.

- Riktigt namn: Dr. Jonathan "Jon" Osterman
- I filmen från 2009 spelad av: Billy Crudup
- I TV-serien från 2019 spelad av: Yahya Abdul-Mateen II / Zak Rothera-Oxley[c]

Dr. Manhattan var tidigare fysikern Jonathan Osterman, men 1959 blev han instängd i en så kallad Intrinsic Field Subtractor som gjorde honom till en övernaturlig varelse som, förutom att han har förmågan att kunna kontrollera all materia, är odödlig, kan teleportera sig och se in i framtiden; han är därmed den enda av seriefigurerna i Watchmen som faktiskt har superkrafter. Dr. Manhattan blev, liksom The Comedian, anställd av den amerikanska regeringen och de namngav honom efter Manhattanprojektet. Dr. Manhattan var baserad på Charlton Comics-figuren Captain Atom, som enligt Moores första utkast var omgiven av en skugga av kärnvapenhot. Dock kände Moore att han kunde göra mer med Dr. Manhattan om han var "en sorts kvantsuperhjälte" än han någonsin skulle kunna göra med Captain Atom. I kontrast till de andra superhjältarna, som saknar en vetenskaplig grund till sin existens, ville Moore djupdyka ner i kärnfysik och kvantmekanik när han skapade Dr. Manhattans personlighet. Han antog att en seriefigur som levde i ett kvantuniversum inte skulle uppfatta tiden ur ett linjärt perspektiv, vilket skulle påverka dess förnimmelse om mänskliga handlingar. Moore ville dock undvika att skapa en helt känslokall figur, likt Spock från Star Trek, så han lät Dr. Manhattan ha kvar sina mänskliga attribut, men gjorde så att han istället växte ifrån både dessa och människor i allmänhet.
Gibbons hade tidigare skapat den blå seriefiguren Rogue Trooper och han motsatte sig att färglägga Dr. Manhattan blå då han kände att blått hade samma färgton som hud, men att det hade en annan nyans. Moore arbetade dock in färgen i berättelsen och Gibbons noterade senare att det var resten av serieromanens färgschema som gjorde Dr. Manhattan unik. Moore mindes att han var osäker på om DC skulle tillåta att seriefiguren var helt naken, vilket delvis påverkade Moores sätt att presentera Dr. Manhattan. Gibbons ville vara smakfull i sitt sätt att skildra Dr. Manhattans nakenhet och han valde noga ut när han skulle visas upp utan kläder och Gibbons valde även att ge honom ett mindre könsorgan, likt de på antika statyer, för att läsarna till en början inte skulle lägga märke till det faktum att seriefiguren var naken. I pannan har Dr. Manhattan själv ristat in elektronkonfigurationen för väte, en symbol han har respekt för.
I TV-serien Watchmen, som utspelar sig under 2019, lever Dr. Manhattan både på Europa och under förklädnad i Tulsa.

### Nite Owl

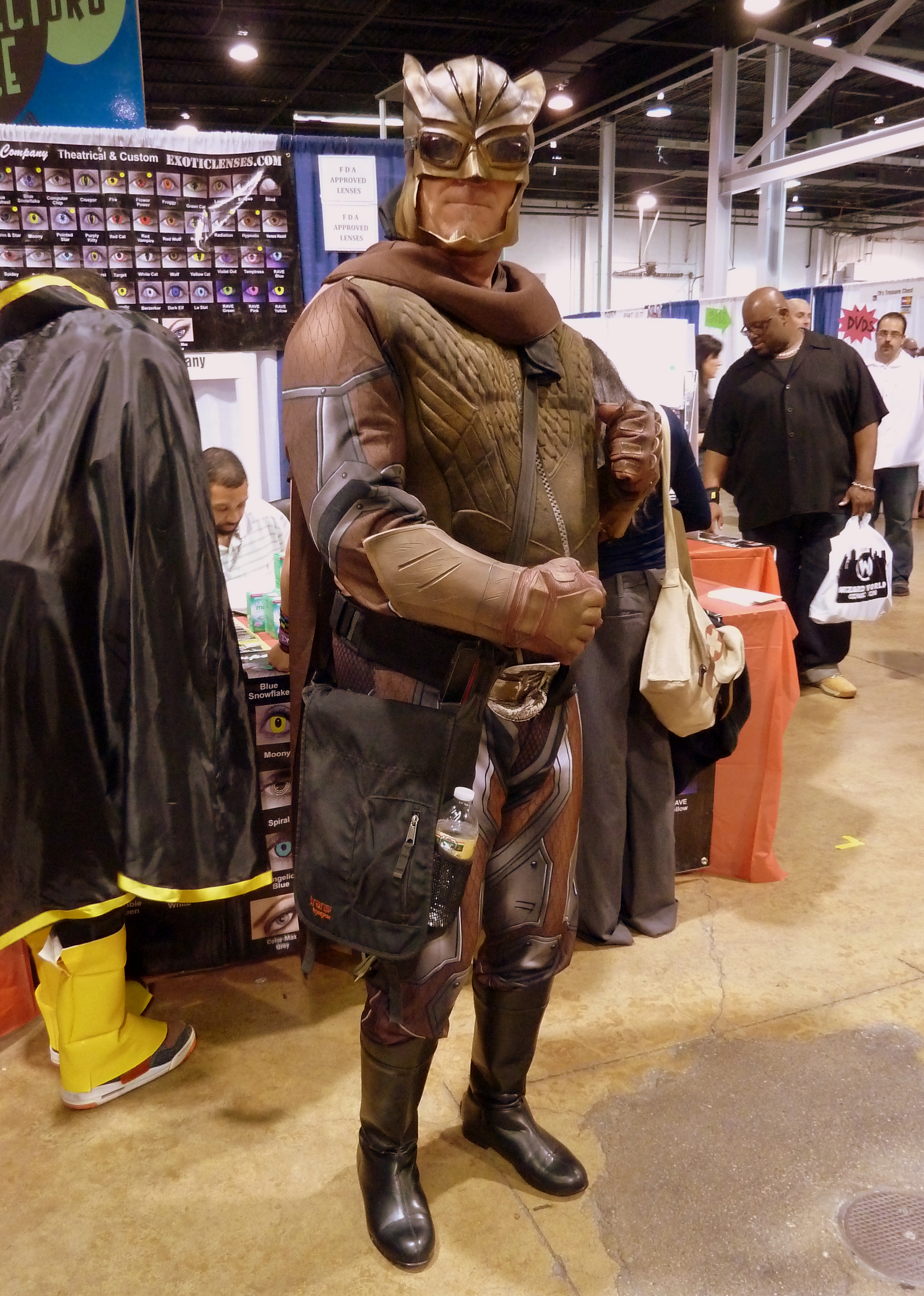
Cosplay av Nite Owl.

- Riktigt namn: Daniel "Dan" Dreiberg
- I filmen från 2009 spelad av: Patrick Wilson

Nite Owl (egentligen Nite Owl II) är en pensionerad vigilant som använder uggleinspirerade utstyrslar och tillbehör och han ses av Gibbons som en person som tar sin hobby lite väl seriöst. Nite Owl var baserad på Ted Kord-versionen av Blue Beetle. Likt hur Ted Kord hade en föregångare valde Moore att även ha med en tidigare superhjälte under namnet Nite Owl (då använt av den pensionerade polisen/bilmekanikern Hollis Mason) i Watchmen. Medan Moore skapade anteckningar om seriefiguren åt Gibbons valde Gibbons att ge Mason ett namn och en utstyrsel som han själv hade skapat när han var tolv år gammal. Richard Reynolds har noterat att trots att Nite Owl är baserad på Blue Beetle är hans modus operandi mer likt den av Batman. Enligt Geoff Klock påvisar Nite Owls civila form att han är en impotent, medelålders Clark Kent. Nicholas Michael Grant beskriver Nite Owl som en briljant uppfinnare, respekterad akademiker och miljonär som trots alla sina prestationer i livet är inåtvänd, har lågt självförtroende och lider av ensamhet.
I Before Watchmen framkommer det att Dreiberg bevittnat våld i nära relationer som ung och att han var besatt av den förste Nite Owl (Hollis Mason), till den grad att han satte fast en spårningsenhet på Masons bil för att kunna hålla koll på var han befann sig. Det beskrivs även hur det gick till när Dreiberg blev Masons lärling: efter att Mason hade hotat Dreiberg med våld om han inte slutade kontakta honom (Mason ville nämligen inte ha någon som hjälpte honom i hans vigilantarbete) begav sig Dreiberg hem bara för att se att alla hans Nite Owl-samlarsaker hade förstörts av hans far. Dreibergs mor hade försökt stoppa honom, men hon hade blivit slagen av fadern och han tvingade nu Dreiberg att se på när misshandeln fortsatte. Dreiberg drog sig undan under tiden som hans far avled; modern sade att hans död berodde på en hjärtinfarkt och både hon och Dreiberg kom överens om att inte försöka ge honom någon medicinsk hjälp efter vad han hade gjort mot dem. Under begravningen av Dreibergs far talade Mason, som nu hade fått reda på detaljerna om Dreibergs tragiska uppväxt, med Dreiberg och han gick med på att göra honom till sin lärling. Efter att Dreiberg var färdigtränad avslöjade Mason att han tänkte pensionera sig och istället för att skapa en ny vigilantidentitet till Dreiberg överlämnade han istället sin Nite Owl-identitet till honom. Det framkom även att Nite Owl träffade på Rorschach under sitt första vigilantuppdrag och att de två bestämde sig för att samarbeta.

### Ozymandias

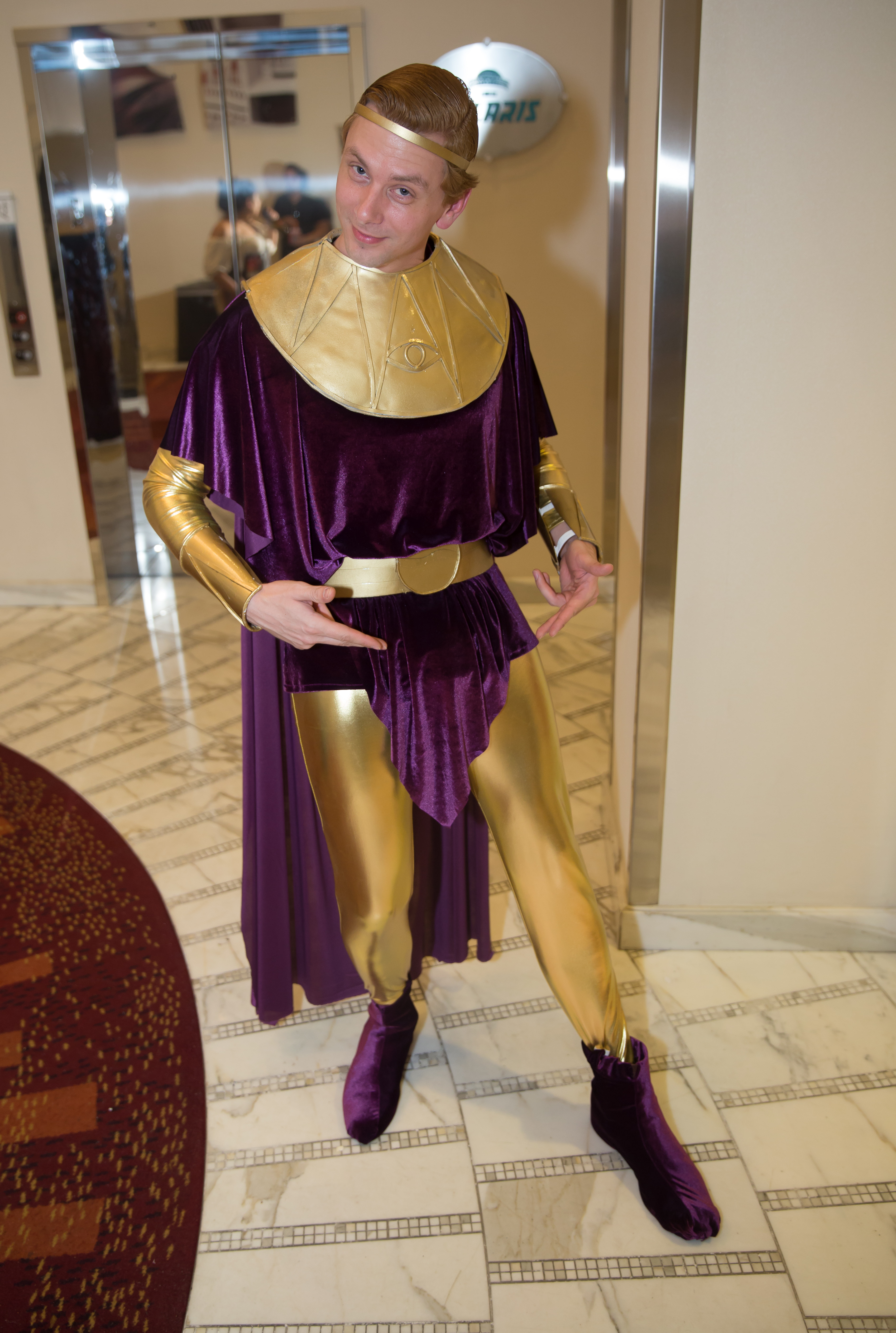
Cosplay av Ozymandias.

- Riktigt namn: Adrian Alexander Veidt
- I filmen från 2009 spelad av: Matthew Goode
- I TV-serien från 2019 spelad av: Jeremy Irons

Adrian Veidt inspirerades av Alexander den store och var en gång superhjälten Ozymandias (ett namn taget från Ramses II), men han har sedan dess valt att istället lägga ned all sin tid på att driva sitt eget företag Veidt Enterprises. Veidt tituleras ofta som "den smartaste människan i världen", något han säger sig vara stolt över om det bara inte hade varit denna värld det gällde. Veidt är även självutnämnd pacifist och vegetarian och han umgås gärna med Bubastis, sitt genmodifierade lodjur alternativt ökenlo.. Ozymandias var baserad på Peter Cannon, Thunderbolt; Moore har sagt att han gillade idén om en seriefigur som använder hundra procent av sin hjärna och som har fullständig kontroll över sin fysiska och mentala hälsa. Reynolds noterade att genom Veidts initiativ att "hjälpa" världen uppvisade han flera attribut som en skurk brukar ha i en serie och på vissa plan klassas han som just antagonisten i Watchmen, även om Veidt gärna ser sig själv som en utilitarist. Gibbons har sagt att "en av hans [Veidts] värsta synder var att han såg ned på resten av mänskligheten, att han nedvärderade dem". IGN rankade Ozymandias som nummer 21 på deras lista "Greatest Comic Book Villain of All Time", Wizard placerade honom på plats 25 på deras lista "100 Greatest Villains Ever" och i december 2008 kom Veidt på plats 10 på Forbes lista "The Fictional 15".
I Before Watchmen framkommer det att Veidt var ett underbarn som gick ut från både gymnasiet och universitet innan han hade fyllt 18 år. Han hade tidigt lärt sig konsten att ljuga eftersom han under sin uppväxt ofta var tvungen att dölja vidden av sin intelligens efter att han hade blivit anklagad för fusk. Efter att Veidts föräldrar hade avlidit i en bilolycka ärvde han deras förmögenhet, men han valde att skänka bort den för att se om han kunde lyckas i livet utan någons hjälp. Veidt följde Alexander den stores fotspår över hela världen innan han återvände till USA, där han blev en framgångsrik affärsman. Dock avled hans kollega, och sedermera kärleksintresse, Miranda St. John efter att hon tagit en överdos av droger, som hon hade köpt med pengar hon hade fått av Veidt. Han bestämde sig då för att hämnas hennes död genom att bli en vigilant. Veidts utstyrsel var från början en Halloweendräkt, men han gjorde sig snart ett namn som hjälte.
I TV-serien Watchmen, som utspelar sig under 2019, har Veidt officiellt dödförklarats.

### Rorschach
- Riktigt namn: Walter Joseph Kovacs

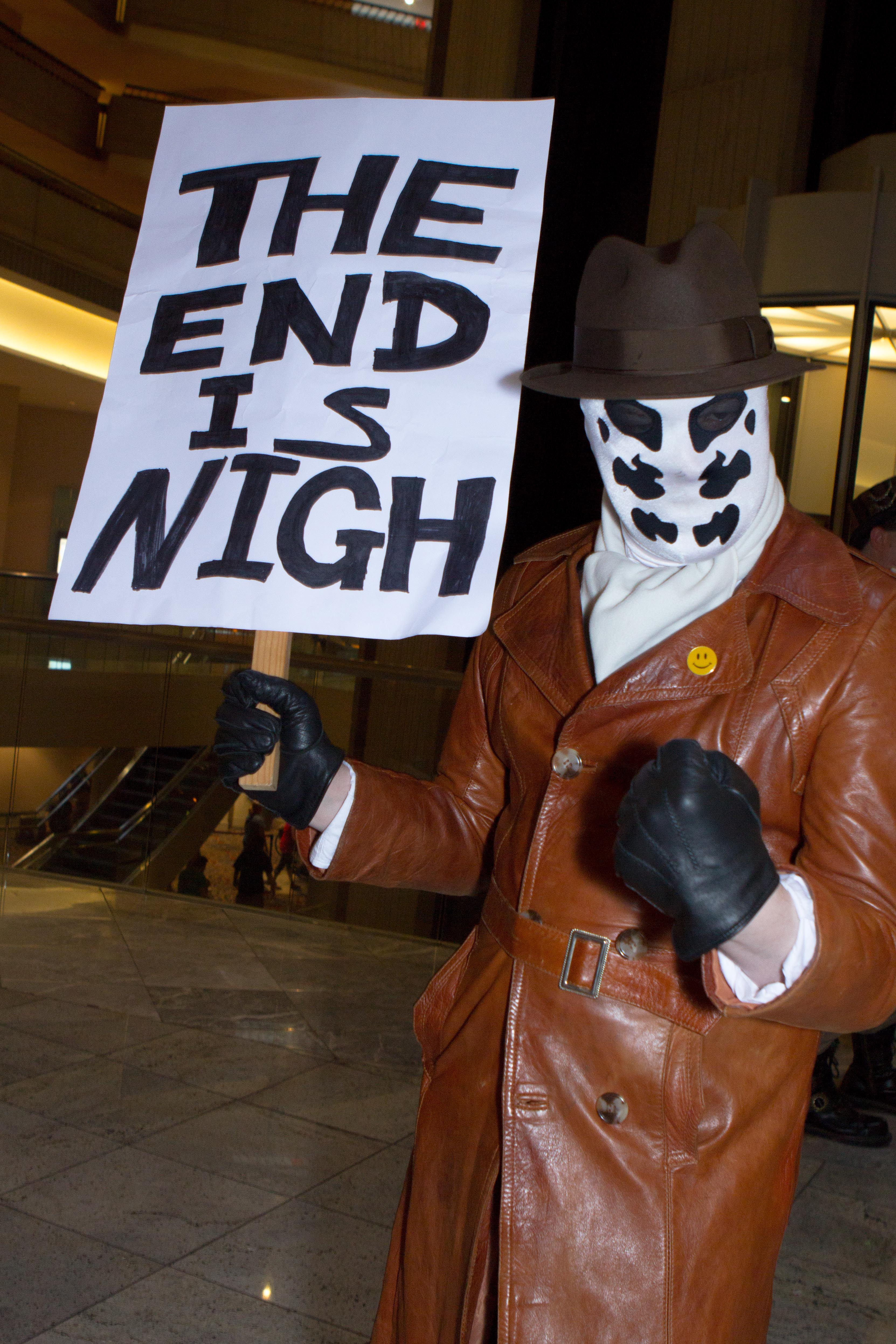
Cosplay av Rorschach.

- I filmen från 2009 spelad av: Jackie Earle Haley / Eli Snyder[e]

Rorschach är en vigilant som använder sig av en ansiktsmask som består av ett symmetriskt, men ständigt förändrande bläckmönster. Han är den enda av vigilanterna i Watchmen som fortsätter att bekämpa brott även efter Keene-lagen antogs 1977, trots att detta ger honom status som fredlös. Kovacs mor, Sylvia Joanna, var prostituerad och Kovacs hade en besvärlig uppväxt, där han vid tio års ålder gjorde en pojke blind på ena ögat med en cigarett. Han hamnade på barnhem och vid sexton års ålder började han arbeta inom textilindustrin. Det var först 1964, efter att han hade läst en artikel om mordet på Kitty Genovese, som Kovacs bestämde sig för att anta identiteten som Rorschach. Han blev vän med Dreiberg (alias Nite Owl) och tillsammans bekämpade de brottslingar. Efter att Rorschach hade misslyckats med att rädda den sexåriga flickan Blair Roche från att bli styckmördad, förmodligen av Gerald Anthony Grice, förlorade han all tro på mänskligheten och blev allt mer högerextrem i sitt tankesätt. Ibland syntes Kovacs på stadens gator bärandes på en skylt på vilken det stod "Slutet är nära".
Moore har sagt att han med Rorschach försökte komma på den ultimata Steve Ditko-figuren, det vill säga någon som har ett roligt namn, vars efternamn börjar med ett "K" och som har en udda designad ansikstmask. Moore baserade Rorschach på Ditkos seriefigur Mr. A samt på Charlton Comics-seriefiguren The Question. Bradford W. Wright har beskrivit Rorschachs världsuppfattning som ett antal svarta och vita värden som kan anta många olika former, men som aldrig får den gråa färgen (precis som det bläckplumpstest som är hans namne) och Rorschach har därför uppfattats som både misantropisk och nihilistisk. Rorschach uppfattar existensen som slumpmässig och, enligt Wright, gjorde detta att seriefiguren var "fri att 'skapa [sin] egen design' i en 'moraliskt tom värld'." Moore har sagt att han inte förutsåg Rorschachs död förrän i den fjärde delen när han förstod att Rorschachs motvilja att kompromissa skulle leda till hans undergång. Wizard placerade Rorschach på plats 6 på deras lista "The 200 Greatest Comic Book Characters of All Time".

### Silk Spectre

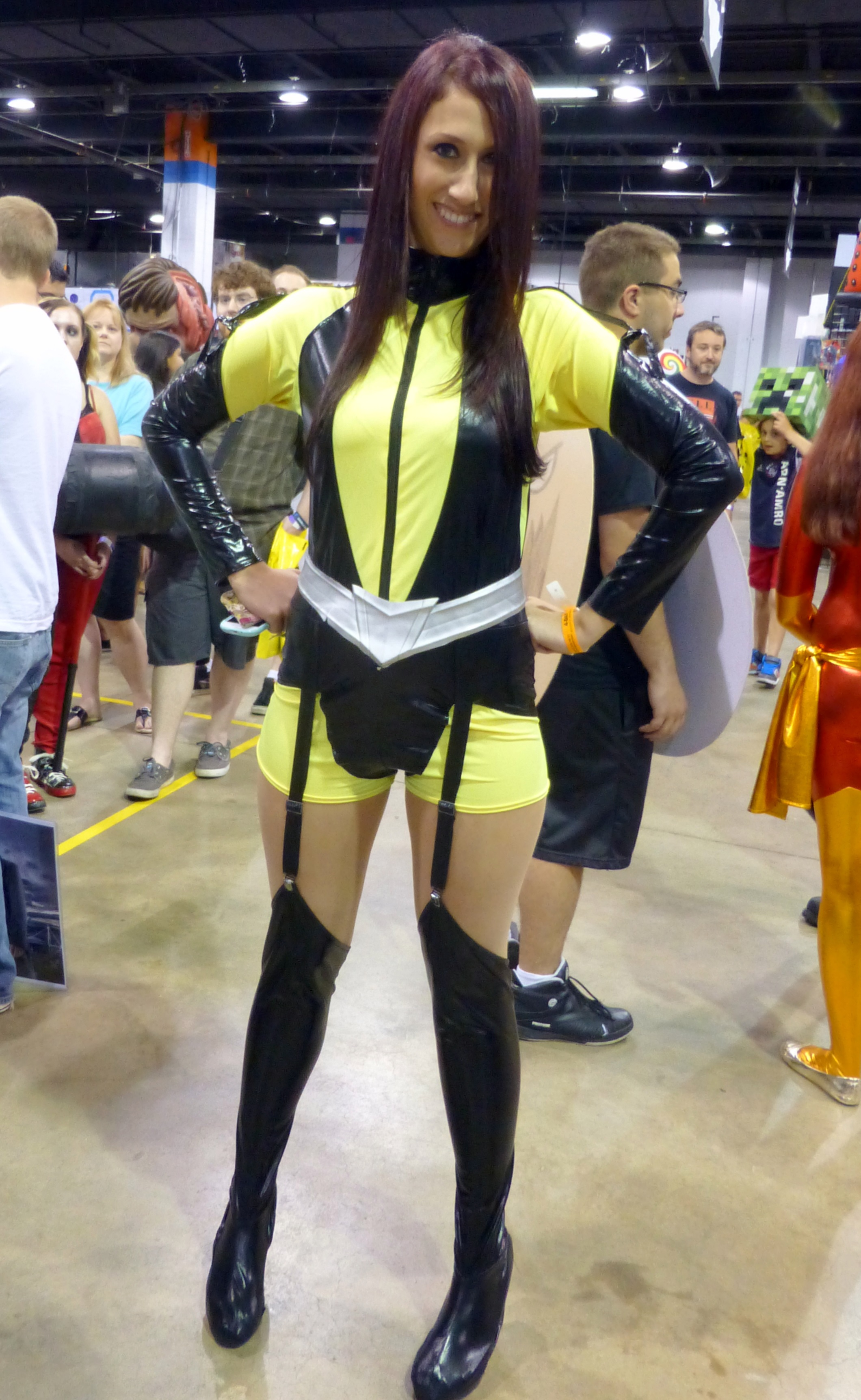
Cosplay av Silk Spectre.

- Riktigt namn: Laurel "Laurie" Jane Juspeczyk
- I filmen från 2009 spelad av: Malin Åkerman
- I TV-serien från 2019 spelad av: Jean Smart[f]

Silk Spectre (egentligen Silk Spectre II) är dotter till Sally Juspeczyk (den första Silk Spectre, med vem hon har en spänd relation) och Edward Blake (alias The Comedian). I Before Watchmen framkommer det att Juspeczyk tränades upp av sin mor för att kunna ta över rollen som Silk Spectre när hon blev äldre. Dock rymde Juspeczyk hemifrån när hon var sexton år gammal och flyttade istället till San Francisco med sin dåvarande pojkvän. Hon hade sedan ett förhållande med Dr. Manhattan under flera års tid och på grund av detta isolerades hon från omvärlden. När Dr. Manhattan lämnade jorden för Mars flyttade Juspeczyk in hos Dreiberg (alias Nite Owl) och de båda inledde en romans. Dr. Manhattan återvände till jorden enbart för att ta med sig Juspeczyk till Mars och hon fick där reda på att Blake var hennes biologiska far. Mot slutet av Watchmen fortsatte Juspeczyk och Dreiberg sin romans och de antog nya identiteter som Sandra och Sam Hollis.
Även om Silk Spectre var baserad på Charlton Comics-figuren Nightshade var Moore aldrig särskilt imponerad av denna utan valde istället att hämta mer inspiration från hjältinnor såsom Black Canary och Phantom Lady. Comics Buyer's Guide placerade Silk Spectre på plats 24 på deras lista "100 Sexiest Women in Comics".

## Bifigurer
En del av styrkan i Watchmen kommer från det stora persongalleriet. Moore har sagt att han och Gibbons tillbringade mycket tid med att skapa alla bifigurer och försöka göra dem lika trovärdiga som huvudfigurerna. De ville att alla seriefigurerna "skulle ha en plats i den omfattande organiska mekanism vi benämner världen." Moore ville inte enbart beskriva huvudhandlingen i serieromanen utan även visa på alla de vardagliga händelser som sker runtomkring. Han ville att man som läsare skulle bry sig om bifigurerna och förstå deras roll i det hela, vilket inte enbart var att hamna i skuggan av huvudfigurerna.

### Minutemen
Minutemen var namnet på den grupp vigilanter som grundades 1939. Gruppen var aktiv under tio års tid och efter flera offentliga kontroverser, under vilka några av Minutemens medlemmar avled, bestämde sig de återstående medlemmarna för att sluta med sitt vigilantarbete under 1949. En senare grupp vigilanter, kallade Crimebusters, grundades under 1966 men tvingades även de att lösas upp, detta efter Keene-lagens införande 1977. Det är främst om de före detta medlemmarna i Crimebusters som Watchmen handlar.
The Comedian var med i Minutemen vid grundandet, men uteslöts året därpå efter att han hade försökt att våldta Sally Jupiter (alias Silk Spectre).
Captain Metropolis
- Riktigt namn: Nelson Gardner

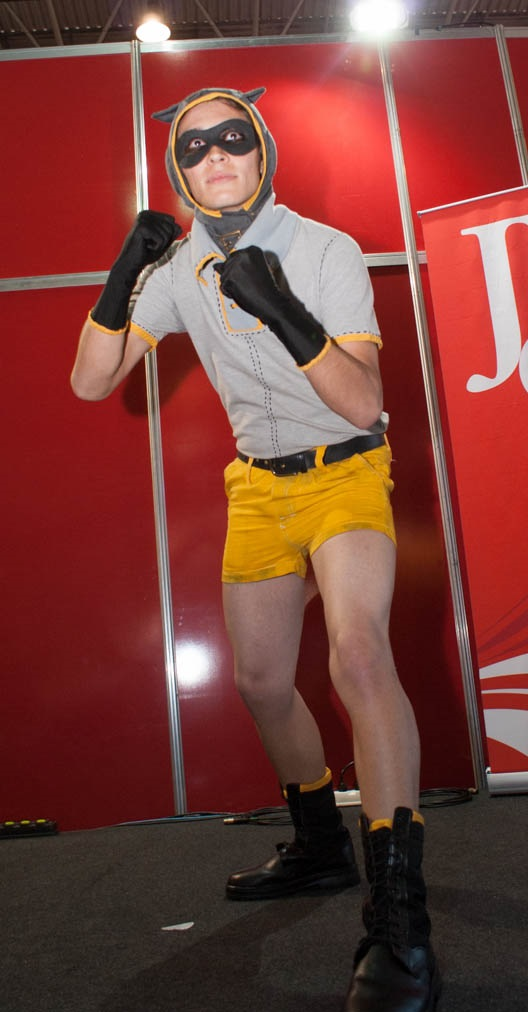
Cosplay av Nite Owl.

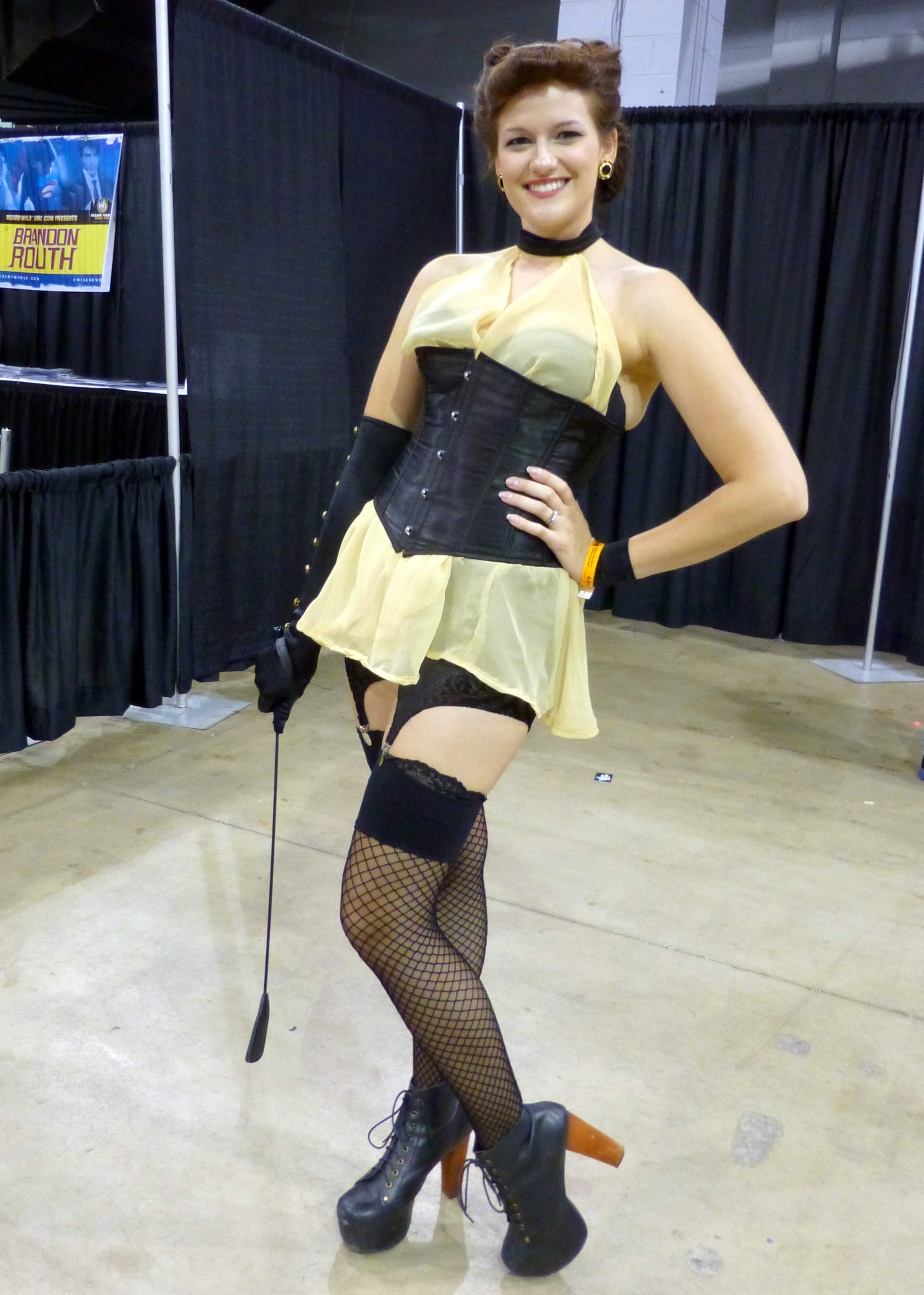
Cosplay av Silk Spectre.

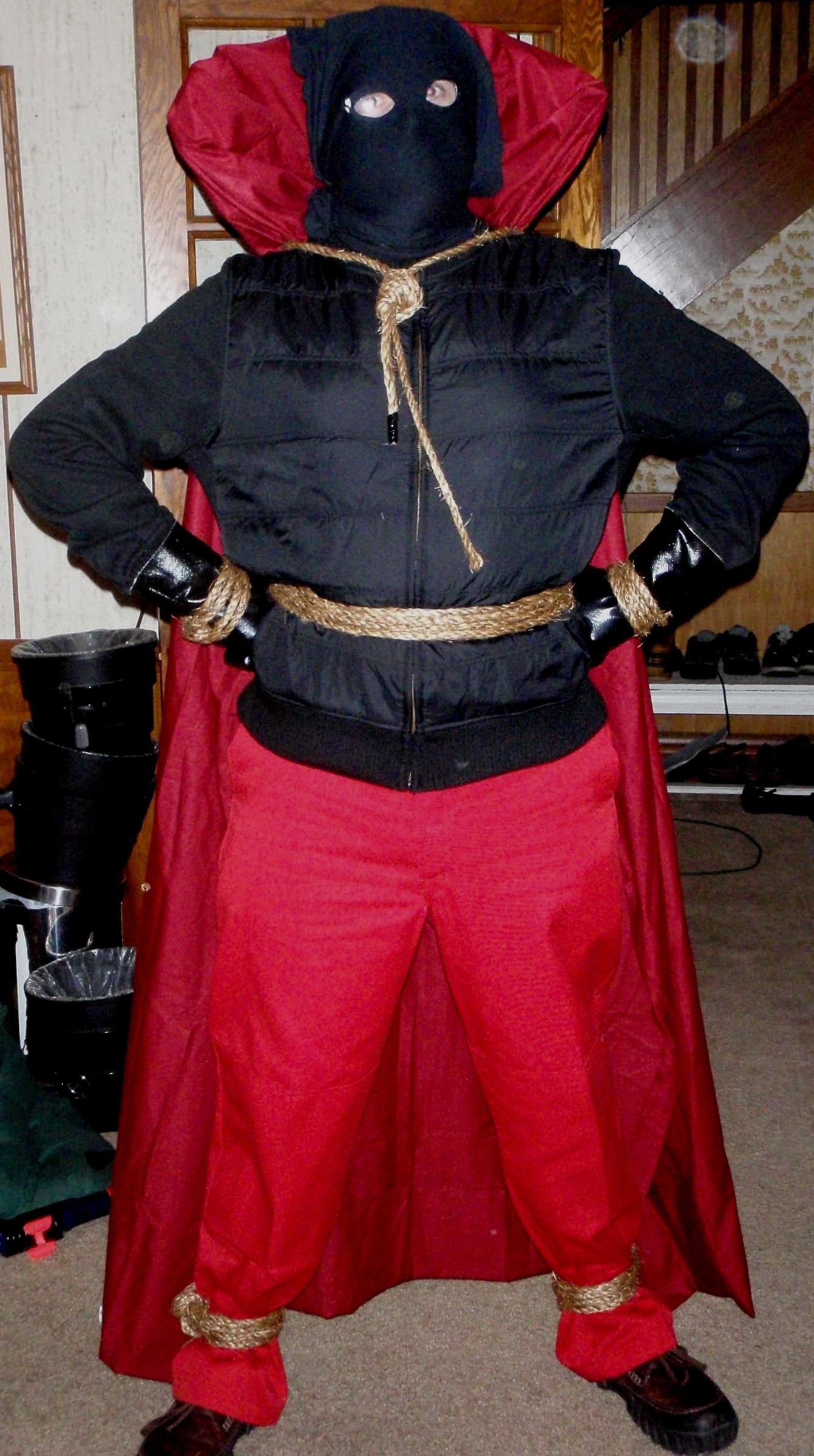
Cosplay av Hooded Justice.

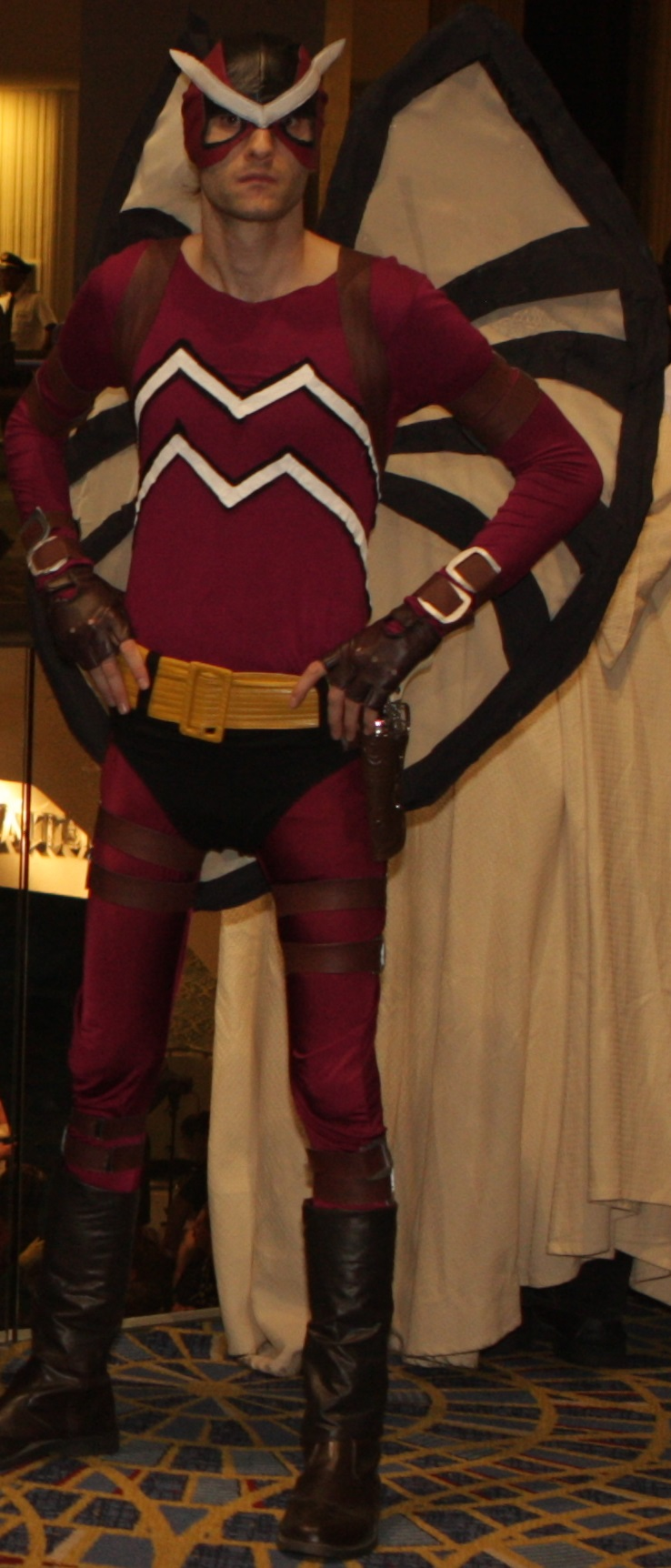
Cosplay av Mothman.

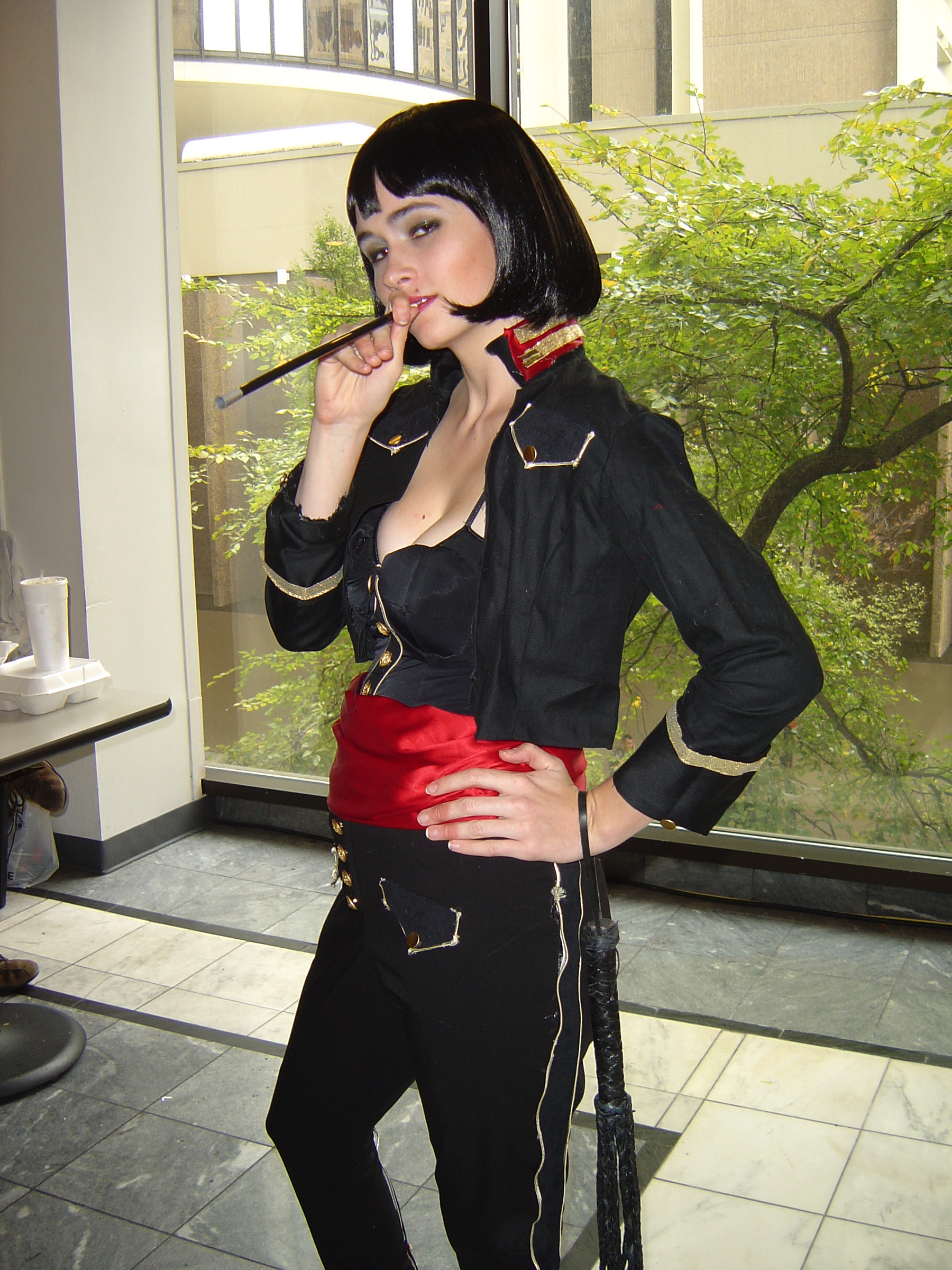
Cosplay av The Silhouette.

- I filmen från 2009 spelad av: Darryl Scheelar
- I TV-serien från 2019 spelad av: Jake McDorman

Gardner är en före detta löjtnant i USA:s marinkår, som 1939 grundade Minutemen. Han hade ett sexuellt förhållande med Hooded Justice, under vilket Hooded Justice både misshandlade och bedrog Gardner. Efter att Hooded Justice hade blivit mördad av Nite Owl under 1950-talet brände Gardner ned Minutemens gamla högkvarter. När Gardner 1962 läste om sitt och Hooded Justices förhållande i Hollis Masons (alias Nite Owl) bok Under the Hood blev han deprimerad; han kunde inte längre sova ordentligt och funderade på att begå självmord. 1966 skapade Gardner återigen en vigilantgrupp, nu under namnet Crimebusters. Han avled i en bilolycka 1974; Gardner halshöggs under olyckan och det kan möjligtvis ha varit ett självmord. James Gifford lade fram en teori, i sin avhandling Occulted Watchmen: The True Fate of 'Hooded Justice' & 'Captain Metropolis' från 1999, om att varken Gardner eller Hooded Justice avled utan att de båda levde när Watchmen utspelade sig under mitten av 1980-talet. Gifford baserade sin teori på att man i en av serierutorna i Watchmen kan se två äldre herrar äta middag tillsammans och att dessa herrar delar likheter med Gardner och Rolf Müller, vilket ibland tros vara Hooded Justices riktiga identitet. Gibbons har sagt att varken han eller Moore tänkte i dessa banor när de skapade serieromanen, men att han tyckte att teorin både var intressant och möjlig och att han därför inte tänkte förkasta den.
Nite Owl
- Riktigt namn: Hollis T. Mason
- I filmen från 2009 spelad av: Stephen McHattie / Clint Carleton[g]

Mason föddes 1916 och hans far arbetade i en bilverkstad. 1938 började Mason arbeta för polisen, men när han läste om Hooded Justice i en dagstidning blev han intresserad av att agera vigilant. Mason gick med i Minutemen 1939 och var med dem till upplösningen tio år senare. Han var tvungen att försvara sina handlingar för House Un-American Activities Committee i början av 1950-talet, men inget åtal väcktes eftersom han tidigare hade varit polis. Mason pensionerade sig i maj 1962 och valde att driva en bilverkstad samt att skriva sina memoarer om sitt liv som vigilant; memoarerna släpptes sedan under titeln Under the Hood. Mason blev senare kontaktad av Daniel Dreiberg, som var en stor beundrare av Mason. De två blev vänner och Dreiberg fick tillåtelse att ta över rollen som Nite Owl. Under Halloween 1985 mördades Mason av gängledaren Derf; Derf var egentligen ute efter Dreiberg, men tog fel på de båda Nite Owls.
Silk Spectre
- Riktigt namn: Sally Jupiter[h]
- I filmen från 2009 spelad av: Carla Gugino

Jupiter föddes som Juspeczyk, men bytte efternamn för att dölja sitt polska ursprung. Hon arbetade som både servitris och burleskdansös innan hon gick med i Minutemen 1939, efter att hennes agent Laurence Schexnayder rådgivit om detta, och hon blev snabbt gruppens sexsymbol. 1940 utsattes hon för ett våldtäktsförsök av The Comedian, vilket ledde till att han uteslöts ur Minutemen. 1947 drog Jupiter sig tillbaka från sitt arbete som vigilant och hon gifte sig med Schexnayder. 1949 föddes hennes dotter Laurel, som senare skulle bli den andra Silk Spectre. Både Jupiter och Schexnayder visste att Schexnayder inte var far till barnet, utan att det istället var The Comedian som var den biologiska fadern, vilket ledde till att Jupiter och Schexnayder skilde sig 1956. Jupiter uppfostrade sin dotter att följa i hennes fotspår för att bli den andra Silk Spectre, men de båda hade en spänd relation till varandra. På ålderns höst flyttade Jupiter till ålderdomshemmet Nepenthe Gardens i Kalifornien.
Hooded Justice
- Riktigt namn: Okänt[i]
- I filmen från 2009 spelad av: Glenn Ennis
- I TV-serien från 2019 spelad av: Jovan Adepo / Cheyenne Jackson

Hooded Justice är den första maskerade vigilanten och han gjorde sin debut den 13 oktober 1938. Hans riktiga identitet är okänd, men han antas ibland vara den östtyske före detta cirkusartisten Rolf Müller. I Before Watchmen framkommer det att Hooded Justice inte alls var Müller utan snarare en person i Müllers närhet, möjligtvis hans son. Müller beskrivs som en barnamördare och våldtäktsman och det var möjligt att Hooded Justice har blivit utnyttjad av honom. Hooded Justice gick med i Minutemen 1939 och var med dem till upplösningen tio år senare. Han hindrade våldtäktsförsöket på Jupiter av The Comedian och möjligtvis som tack för detta uppträdde Jupiter som hans flickvän när de sågs offentligt; Hooded Justice var nämligen homosexuell, fast han verkade vilja hålla det hemligt. Han hade ett sexuellt förhållande med Nelson Gardner (alias Captain Metropolis), men under deras förhållande både misshandlade och bedrog Hooded Justice Gardner. När House Un-American Activities Committee kallade in Hooded Justice för förhör under 1950-talet vägrade han dyka upp utan gick istället under jord. Enligt Before Watchmen konfronterade Hollis Mason (alias Nite Owl) Hooded Justice under 1950-talet med anklagelserna om att han torterade och mördade barn och det slutade med att Mason dödade honom genom att bryta hans nacke. När hans försvinnande sedan undersöktes av Ozymandias antog han helt enkelt att det var The Comedian som hämnades genom att mörda Hooded Justice, men några bevis för detta hittade Ozymandias aldrig. James Gifford lade fram en teori, i sin avhandling Occulted Watchmen: The True Fate of 'Hooded Justice' & 'Captain Metropolis' från 1999, om att varken Hooded Justice eller Gardner avled utan att de båda levde när Watchmen utspelade sig under mitten av 1980-talet. Gifford baserade sin teori på att man i en av serierutorna i Watchmen kan se två äldre herrar äta middag tillsammans och dessa delar likheter med Müller och Gardner. Gibbons har sagt att varken han eller Moore tänkte i dessa banor när de skapade serieromanen, men att han tyckte att teorin både var intressant och möjlig och att han därför inte tänkte förkasta den.
Dollar Bill

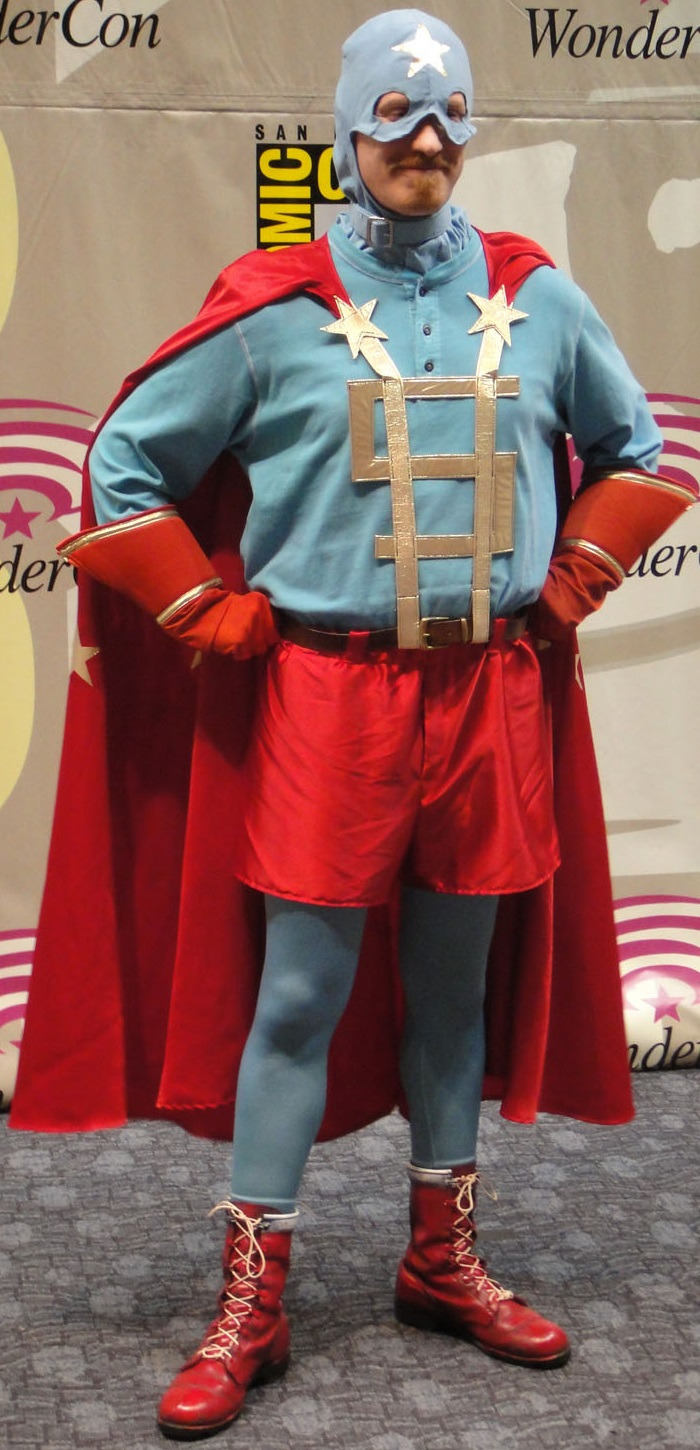
Cosplay av Dollar Bill.

- Riktigt namn: William "Bill" Benjamin Brady
- I filmen från 2009 spelad av: Dan Payne

Brady är en tidigare idrottsman från Kansas (enligt Before Watchmen föddes Brady den 4 juli 1917 i Nebraska), men när han flyttade till New York anställdes han som maskot för National Bank. När banken märkte att vigilanterna blev mer och mer populära bland folk i allmänhet bestämde de sig för att låta Brady gå med i Minutemen, som en slags marknadsföringskampanj för National Bank. Brady var gudfruktig, hade konservativa värderingar och ogillade Zandts homosexualitet. Han tog även avstånd från The Comedian, som han ansåg ha psykopatiska drag. 1947 försökte Dollar Bill hindra ett bankrån, men hans mantel fastnade i roterdörren och innan han hade hunnit få loss den sköts han till döds av rånarna.
Mothman
- Riktigt namn: Byron Lewis
- I filmen från 2009 spelad av: Niall Matter

Lewis är en miljonär från Connecticut som hade tjänat sin förmögenhet på uppfinningar inom luftfarten. Han blev uttråkad med sitt liv och valde att anta identiteten som Mothman under 1939. Lewis utstyrsel gjorde att han kunde glidflyga, men samtidigt var han tvungen att hålla sin vikt på en väldigt jämn nivå för att kunna hålla sig i luften; denna konstanta press över sin vikt gjorde att han började konsumera alkohol och ta droger. Lewis slutade med sitt vigilantarbete under 1949, men under 1950-talet tvingades han stå till svars inför House Un-American Activities Committee. Han fälldes inte för något men processen mot honom var långdragen och hänsynslös, förmodligen därför att Lewis hade vänner inom den politiska vänstern. Detta förhör, samt minnena av Dollar Bill som hade blivit mördad några år tidigare, gjorde att Lewis började dricka allt mer och han blev alkoholist. I början av 1960-talet hade Lewis ett nervöst sammanbrott och han sattes på ett mentalsjukhus i Maine.
The Silhouette
- Riktigt namn: Ursula Zandt
- I filmen från 2009 spelad av: Apollonia Vanova

Zandt är en judinna som bodde i Linz, men när nazisterna tog över makten fattade hon beslutet att lämna Österrike. Större delen av hennes familj hade mördats och tillsammans med kemisten Gretchen, som senare blev hennes älskarinna, flydde hon till USA. Zandt gick med i Minutemen 1939 och hon lade ned mesta delen av sin tid på att försöka förhindra barnhandel. Hon blev god vän med Mason (alias Nite Owl), men valde att aldrig avslöja sitt riktiga namn för någon inom Minutemen utan det framkom först efter hennes död. Zandt ogillade starkt Hooded Justice på grund av hans högerextrema åsikter fast Schexnayder lyckades hålla gruppen sams. När det 1946 framkom att Zandt var homosexuell röstades hon ut ur Minutemen, något Jupiter var emot eftersom Zandt inte var den enda som var homosexuell inom Minutemen. Enbart några veckor efter att Zandt hade blivit utesluten ur Minutemen mördades hon och Gretchen som en hämndaktion; på väggen i deras rum stod det skrivet "lesbiska horor" i blod. I Before Watchmen framkommer det att mordet utfördes av Liquidator, som kort därefter mördades av Jupiter.

### Övriga figurer
Moloch the Mystic
- Riktigt namn: Edgar William Jacobi[j]
- I filmen från 2009 spelad av: Matt Frewer

Moloch the Mystic är en skurk som främst kämpade mot Dr. Manhattan och The Comedian i Watchmen. Moloch var tidigare en magiker, men blev senare under sitt liv kriminell och var en ständig fiende till Minutemen. Efter att först enbart ha gjort sig skyldig till mindre brott började Moloch syssla med narkotikahandel och ekonomisk brottslighet. Hans brott blev allt grövre; 1964 kidnappade han New Jerseys guvernör, 1972 kapade han fartyget Queen Elizabeth 2 och 1977 bombade han New York Stock Exchange. Jacobi anställdes senare av företaget Dimensional Developments, där han ovetandes smittades av cancer. Han drog sig då tillbaka och gav sken av att vara en pensionerad affärsman. Den 21 oktober 1985 mördades han av Adrian Veidt (alias Ozymandias), men det blev Rorschach som felaktigt anklagades och fängslades för mordet.
Big Figure
- Riktigt namn: Okänt
- I filmen från 2009 spelad av: Danny Woodburn

Big Figure är en skurk som främst kämpade mot Rorschach och Nite Owl i Watchmen. Han är en dvärg som fängslades 1965 och sattes i Sing Sing. Efter att Walter Kovacs (alias Rorschach) fängslats för mordet på Moloch the Mystic sattes även han i Sing Sing och Big Figure började då hota honom. Under ett fängelseuppror den 31 oktober 1985 försökte Big Figure och två av hans kumpaner, Lawrence och Michael, få sin hämnd på Kovacs men både Lawrence och Michael dog under försöket. En livrädd Big Figure drog sig tillbaka till en av fängelsets toaletter, men mördades där av Kovacs.
Malcolm Long
- I filmen från 2009 spelad av: William S. Taylor

Dr. Malcolm "Mal" Long är en psykiater som arbetar på Sing Sing och han är gift med Gloria Long. Han är den som försöker hjälpa Walter Kovacs (alias Rorschach) med sina psykologiska problem under tiden Kovacs satt fängslad. För Long berättade Kovacs om sin uppväxt och om vad som fick honom att bli vigilanten Rorschach. Long blev besatt av Kovacs-fallet, vilket tärde på hans äktenskap; han separerade med sin fru och de båda avled när det utomjordiska monstret anlände.
Richard Nixon
- I filmen från 2009 spelad av: Robert Wisden

Richard Milhous Nixon var den 37:e presidenten i USA och han valdes till president 1968. Nixon var i Dallas, Texas samma dag som John F. Kennedy blev mördad; ett mord utfört av The Comedian, som arbetade för Nixon. Efter att Nixon blivit president valde han att skicka Dr. Manhattan till Vietnam för att delta i Vietnamkriget och mycket tack vare Dr. Manhattan vann USA kriget. Nixon och The Comedian antogs ligga bakom mordet på de båda journalisterna Bob Woodward och Carl Bernstein, vilket skedde innan de kunde avslöja Watergateaffären. Samtidigt såg Nixon till att ändra om landets lagar så att han kunde bli omvald till president hur många gånger som helst, vilket ledde till att han satt kvar som president när Watchmen utspelade sig i mitten av 1980-talet.
Janey Slater och Wally Weaver
- I filmen från 2009 spelade av: Laura Mennell (Slater) / Rob LaBelle (Weaver)

Janey Slater är Dr. Jonathan Ostermans (alias Dr. Manhattan) första flickvän och de träffades när de båda arbetade vid Gila Flats; det var en annan anställd, Wally Weaver, som introducerade dem för varandra. Efter att Osterman hade blivit instängd i testkammaren antog Slater och Weaver att han hade avlidit och en begravning hölls för honom. När Osterman återvände som Dr. Manhattan fortsatte han och Slater sitt förhållande, men de bröt upp 1966 när Dr. Manhattan träffade Laurel Juspeczyk (alias Silk Spectre). Både Slater och Weaver tog senare jobb vid Dimensional Developments, men blev där ovetandes smittade av cancer. Weaver avled av sjukdomen 1971, 34 år gammal. Slater antog att det var Dr. Manhattan som hade smittat dem med sjukdomen och berättade om sina misstankar för journalisten Doug Roth, som i sin tur konfronterade Dr. Manhattan med detta under Benny Angers pratshow.
Doug Roth och Benny Anger
- I filmen från 2009 spelade av: John Shaw (Roth) / Ron Fassler (Ted Koppel[k])

Doug Roth är en journalist från tidningen Nova Express som gjorde en längre intervju med Adrian Veidt (alias Ozymandias) 1975. Tio år senare kontaktades han av Veidt och fick ta del av en lista över personer som Dr. Manhattan misstänktes ha smittat med cancer, varav en av dessa var hans före detta flickvän Janey Slater som Roth senare intervjuade. Roth konfronterade sedan Dr. Manhattan med denna lista under pratshowvärden Benny Angers direktsända TV-program, vilket fick Dr. Manhattan att sätta sig i exil på Mars.
Steven Fine och Joe Bourquin
- I filmen från 2009 spelade av: Jerry Wasserman (Fine) / Don Thompson (Gallagher[l])

Steven Fine och Joe Bourquin är två kriminalpoliser som undersökte Edward Blakes (alias The Comedian) död. De lät dock denna undersökning falla mellan stolarna eftersom de var rädda för att Rorschach kunde vara inblandad och de ville inte lägga sig i hans arbete. De mottog senare ett anonymt telefonsamtal, vilket ledde till att Fine (på felaktiga grunder) arresterade Rorschach för mordet på Edgar William Jacobi (alias Moloch the Mystic). De listade ut att Daniel Dreibergs andra identiet var Nite Owl, men misslyckades med att stoppa honom i hans vigilantarbete. Fine stängdes senare av från sitt arbete och i slutet av Watchmen dör de båda av det utomjordiska monstret.
Bernard och Bernie
- I filmen från 2009 spelade av: Jay Brazeau (Bernard) / Jesse Reid (Bernie)

Bernard är en äldre man som äger ett tidningsstånd och som tog detta arbete efter att hans fru Rose hade avlidit. Han är väldigt pratsam och delar gärna med sig av sina åsikter till den som vill lyssna på honom. En av hans stamkunder var Walter Kovacs (alias Rorschach) som brukade köpa den högervinklade tidningen New Frontiersman av honom. Moore sade att han såg Bernard som en sorts vardaglig man eftersom han inte hade den minsta aning om vad som egentligen pågick utan istället bara reciterade nyheter och trodde att det klassades som en åsikt. Bredvid Bernards tidningsstånd sitter ofta den tystlåtne ungdomen Bernie och läser serietidningen Tales of the Black Freighter. Från början ogillade Bernard att Bernie satt där och läste, men så småningom accepterade han Bernies närvaro. Mot slutet av Watchmen får Bernard reda på att han och Bernie delar förnamn och Bernard omfamnar honom just som det utomjordiska monstret anländer och de dör tillsammans.
Hector Godfrey och Seymour
- I filmen från 2009 spelade av: L. Harvey Gold (Godfrey) / Chris Gauthier (Seymour)

Hector Godfrey är redaktör för den högervinklade tidningen New Frontiersman och Seymour är hans mindre begåvade assistent. Godfrey är en man som arbetar hårt och som har en egocentrisk och självbelåten personlighet. Seymour däremot är enligt Moore "en vardaglig slusk" och han är den sista seriefiguren som syns i Watchmen, när han sträcker sig för att möjligtvis plocka upp Rorschachs inskickade dagbok. Trots att han endast är en bifigur spelar han, enligt Moore, en stor roll eftersom mycket av världens öde ligger i hans händer.